# 性旅遊
性旅游，也称为色情旅游，是以嫖娼为目标的旅游行为，集体色情旅游俗稱買春團。联合国反对性旅游，因其会对性游客所在国和目的国导致健康、社会和文化一系列不良后果，特别会导致在性旅游目的国性别年龄、社会和经济状况的不均衡。
性旅游可进一步分为恋童色情旅游、妇女色情旅游、同性恋色情旅游等等，旅游目的地性服务的费用低廉，當地對性工作者的执法不严是吸引性游客的主要原因。

## 現況
一些国家已经成为买春团比较集中的目的国。这包括菲律宾、泰国、巴西、斯里兰卡、多米尼加共和国、哥斯达黎加、古巴、和肯尼亚。
一些个别城市或者区域可能在买春团有特别受到关注。很多这些区域都是位于主要的红灯区，其中包括荷兰的阿姆斯特丹；墨西哥蒂华纳的北城区；墨西哥新拉雷多市的男孩城；巴西的福塔雷萨和里約熱內盧；泰国的曼谷、芭達亞和普吉府；乌克兰的赫尔松、敖德薩及克里米亚；东亚买春团的主要目的地为俄罗斯远东地区，如海參崴和安吉利斯——位于菲律宾的邦板牙省的前美国军事基地。
在美国，卖淫在多数范围是违法的，但是在内华达州和罗德岛州的一些区域却有猖獗的性交易，这些区域因此也成为一些美国买春团的目的地。世界上一些国家和地区将卖淫活动合法化，也包括上述（不是全部）某些地区。
隨著南韓的經濟起飛，南韓男性出國進行性旅遊的人數年增長。在東南亞地區的兒童性交易顧客多以南韓男性為主，並且受到當地人的反對以及政府的嚴正關注。太平洋島國，吉里巴斯亦為南韓性交易顧客的交易地點，當地與南韓顧客進行交易的未成年女子稱為「KoreKorea」。
南韓出國進行性旅遊的男性，70%的目的地為蒙古國。根據統計，南韓人在蒙古經營妓院的數量超過50多間。近年來，在蒙古國政府的嚴格取締下，南韓人所經營的妓院有減少的趨勢。但是南韓人所經營的妓院多轉型為宅配型性交易，於機場直接將顧客與性服務者送至旅館進行交易。此舉導致蒙古人對於南韓人以及南韓的反感。

## 女性性旅游
女性性旅游的主要目的地是南欧（主要是意大利、希腊、西班牙）、東欧（克罗地亚、斯洛文尼亚和乌克兰）、西亚（土耳其）、加勒比地区（牙买加、巴巴多斯和多米尼加共和国）和非洲（突尼斯、赞比亚和肯尼亚 ），印尼巴里島， 泰国的芭達亞或普吉府。其他目的地还包括尼泊尔、摩洛哥、斐济、厄瓜多尔和萨尔瓦多。
一项估计显示，自1980年至今有65万西方女性参与过买春活动，其中很多还是回头客。 根据另一项估计有8万北美和欧洲女性为买春每年到牙买加旅游。

## 法律

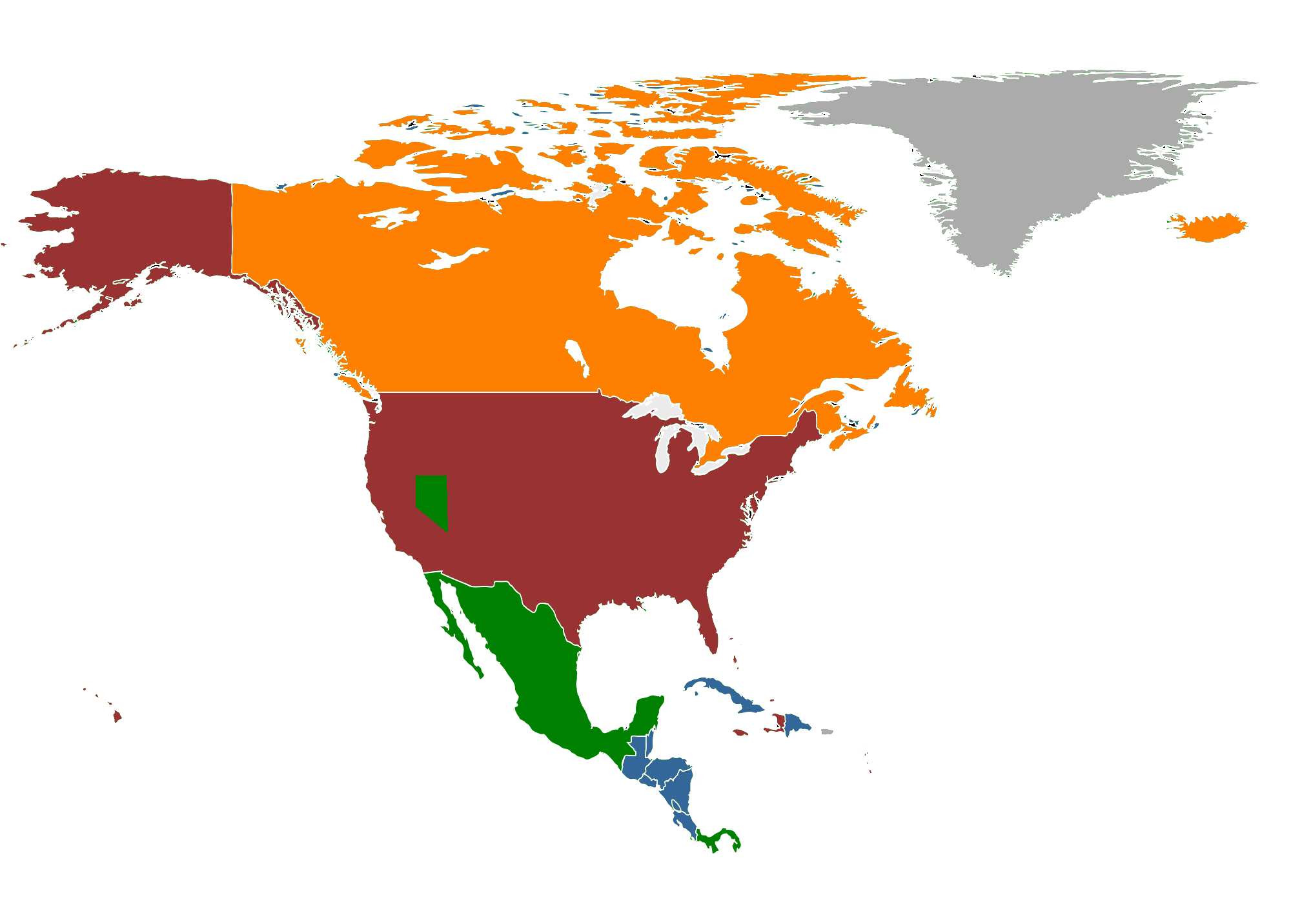
北美和中美洲
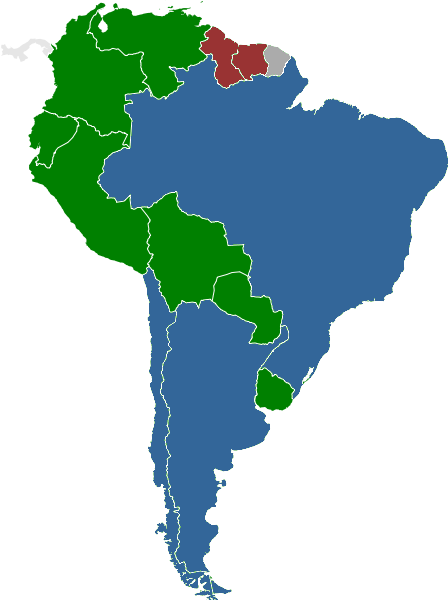
南美
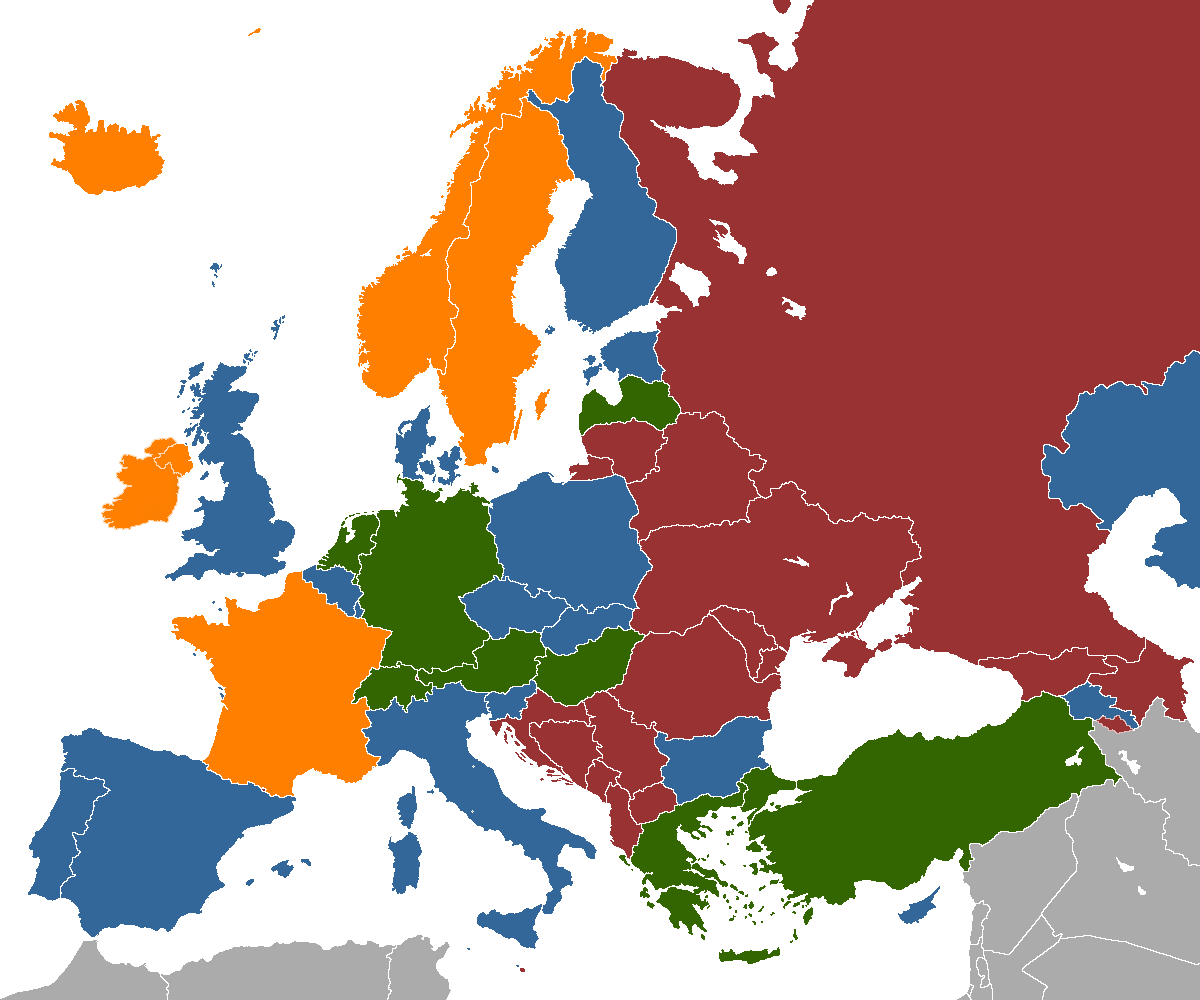
欧洲（包含屬於西亞的土耳其、亞塞拜然、亞美尼亞和喬治亞）
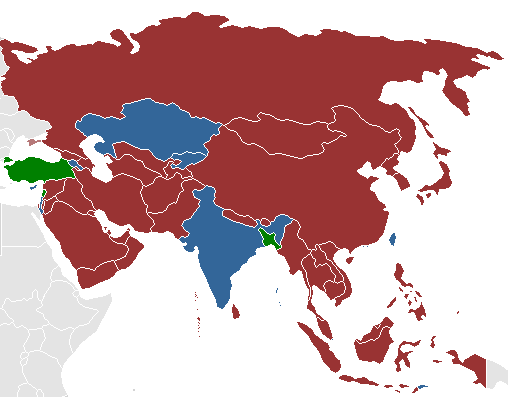
亚洲（包含屬於東歐和北亞的俄國）
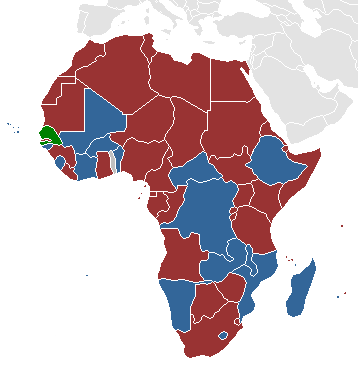
非洲
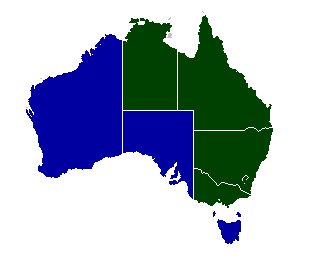
澳大利亚

- 卖淫在新西兰合法，受管制，图中未标示。
- 賣淫在台灣的某些特區合法，其餘地區非法，但目前未有任何特區。
- 非插入性交的卖淫在日本合法，受管制。
- 卖淫（性交易）在香港及澳门合法不受监管，但有组织的活动（如妓院和拉皮条）非法

### 报告文学
- Cohen, Erik: Thai tourism: hill tribes, islands and open-ended prostitution. 曼谷: White Lotus Press 2001. ISBN 974-8496-67-8
- Becker, Astrid (Red.). Strategien gegen Prostitutionstourismus und internationalen Frauenhandel. Hrsg.: Friedrich-Ebert-Stiftung. Bonn 1994. ISBN 3860771752 (siehe auch Weblinks)
- Kleiber, Dieter/Martin Wilke: Aids, Sex und Tourismus. Schriftenreihe des Bundesministeriums für Gesundheit Bd. 33, Baden-Baden: Nomos 1995
- Lon: Ich war erst 13: Die wahre Geschichte von Lon. Berlin: Schwarzkopf & Schwarzkopf 2007. ISBN 978-3-89602-798-6
- OGrady, Ron: Gebrochene Rosen. Kinderprostitution und Tourismus in Asien.  J. Horlemann Vlg., Unkel 1998. ISBN 3927905518
- Rothe, Andrea: Männer, Prostitution, Tourismus. Westfälisches Dampfboot 1997. ISBN 3896914081
- Wuttke, Gisela: Kinderprostitution, Kinderpornographie, Tourismus. Eine Bestandsaufnahme. Nachw. v. Christa Dammermann. LAMUV 1998. ISBN 3889775314.
- Minninger, Sabine: Tränen heilen die Wunden nicht. Kinderprostitution im Tourismus. EED 2004.
- Stark, Conrad: Liebe Schnaps Tod. Wahre Geschichten von der thailändischen Insel Phuket. Conrad Stein Verlag, 2001. ISBN 3893925112

### 小说
- Houellebecq, Michel: 平台. rororo 2004. ISBN 3499233959
- Kwalanda, Miriam und Koch, Birgit Theresa. Die Farbe meines Gesichts《我的脸色》. 一个肯尼亚妇女的传记 ISBN 3426616831
- Gentgen, Alexander J.: Nie wieder Bethlehem《永别伯利恒》. Grotesker Roman aus dem Sextouristen-Milieu. ISBN 3833464518
- Paulo Coelho: Elf Minuten《11分钟》 一个巴西妓女的传记。 ISBN 3257234449

### 纪录片/电影
Vers Le Sud 法国-加拿大联合制作，2005年，加拿大电影制作人制作了一系里纪录片来反映买春团现象。这些纪录片包含下列内容：
- Falang: Behind Bangkok's Smile Jordon Clark (2005) (互联网电影数据库（IMDb）上《Falang: Behind Bangkok's Smile》的资料（英文）)，拍摄于泰国
- CBC the Lens系列之"Selling Sex in Heaven" (2005年) (互联网电影数据库（IMDb）上《Selling Sex in Heaven》的资料（英文）)，摄于菲律宾
- 英國第四台 电视系列剧擦边之"The Child Sex Trade" (2003年)[27]，摄于罗马尼亚和意大利
- Sex Tourism on Talking Points from Channel4.com[28]